# Sorex neomexicanus
Sorex neomexicanus és una espècie de mamífer de la família de les musaranyes (Soricidae) endèmica de Nou Mèxic (Estats Units). El seu nom específic, neomexicanus, significa ‘de Nou Mèxic’ en llatí.